# Earl of Mercia
Earl of Mercia war ein Titel in der späten angelsächsischen, anglo-dänischen und frühen anglonormannischen Periode der englischen Geschichte. Während dieser Periode umfasste die Grafschaft die Länder des alten Königreichs Mercia in den englischen Midlands.
Mercia wurde im 10. Jahrhundert von Ealdormen der Könige von Wessex verwaltet, in der anglo-dänischen Zeit von Earls. Unter der Herrschaft des Königs Eduard der Bekenner wurde die Grafschaft von Leofric und seiner Familie beherrscht, die politische Rivalen der Godwins waren.
Nach der Normannischen Eroberung Englands 1066 wurde der amtierende Earl Edwin von Wilhelm dem Eroberer als Earl von Mercia bestätigt. Da er in den Aufstand von 1071 verwickelt war, wurde er enteignet. Nach dem Tod Edwins wurde die Grafschaft aufgelöst, die Macht und regionalen Zuständigkeiten gingen auf die neu gebildeten Earldoms von Chester und später Shrewsbury über.

## Ealdormen und Earls of Mercia

### Ealdormen
- Ælfhere (950er Jahre–983)
- Ælfric Cild (983–985)
- Eadric Streona (1007–1017)[4]
- Leofwine (vielleicht nach 1017 bis um 1030)

### Earls
- Leofric (um 1030–1057)
- Ælfgar (1057–um 1062)
- Edwin (um 1062–1071)